# Marcus Luttrell
Marcus Luttrell (nacido el 7 de noviembre de 1975) es un ex SEAL de la Armada de Estados Unidos, que recibió la Cruz y Corazón Púrpura Navy por sus acciones en junio de 2005 frente a los combatientes talibanes durante la Operación Alas Rojas en inglés Operation Red Wings.

## Biografía
Nació en Houston (Texas), el 7 de noviembre de 1975. Después de la secundaria, Luttrell asistió a la Universidad Estatal de Sam Houston (en inglés: Sam Houston State University). Se inició en la capacitación de los SEAL junto con su hermano gemelo, Morgan, y otros que aspiraban a unirse a la Armada de los Estados Unidos y otras fuerzas de operaciones especiales. Shelton los entrenó utilizando diversos ejercicios de peso y resistencia.
Marcus Luttrell fue conocido debido a su implicación en la famosa operación de Alas Rojas (entre otras), una operación anti-insurgencia que resultó fallida. Los talibanes les descubrieron cuando el pastor de un rebaño de ovejas pisó el pie de un compañero suyo. Al no matarlo, los pastores alertaron a los talibanes de la presencia de cuatro combatientes estadounidenses en las montañas. 
Todos los compañeros de Marcus murieron en el tiroteo que siguió. Tras pasar la noche, Marcus encontró un río, en el cual no dudó en zambullirse para beber el agua que este contenía. 
De pronto, un grupo de civiles le encontraron. 
Marcus al principio les amenazó con una granada, pero accedió a irse con ellos al ver que le querían ayudar de verdad.
Una vez ya en la casa del civil, este le ofreció agua y comida. 
Los talibanes fueron revisando la aldea casa por casa hasta topar con el Navy Seal escondido.
Cuando dieron con él, lo llevaron para decapitarlo delante de toda la aldea, pero el civil sacó un arma y disparó unas cuantas balas al cielo. Los talibanes dejaron a Marcus en el suelo y se fueron para buscar a más soldados suyos para arrasar con toda la aldea. 
Después de la reclusión, los talibanes volvieron. En el tiroteo fallecieron más de 50 personas, tanto talibanes como civiles, los cuales defendían a Marcus. 
Poco tiempo después, un bombardero apache estadounidense irrumpió en el tiroteo arrasando a todos los talibanes que había. Regresaron con Marcus vivo, pero en estado grave.
Después de ser intervenido, Marcus se recuperó.
Marcus Luttrell, coincidió también con Chris Kyle, el mejor francotirador de la historia de los Estados Unidos. Se conocieron en el BUD/S.